# Neacomys
Neacomys là một chi động vật có vú trong họ Cricetidae, bộ Gặm nhấm. Chi này được Thomas miêu tả năm 1900. Loài điển hình của chi này là Hesperomys spinosus Thomas, 1882.

## Các loài
Chi này gồm các loài:
- Neacomys dubosti Bản mẫu:Versalita
- Neacomys guianae Bản mẫu:Versalita
- Neacomys minutus Bản mẫu:Versalita
- Neacomys musseri Bản mẫu:Versalita
- Neacomys paracou Bản mẫu:Versalita
- Neacomys pictus Bản mẫu:Versalita
- Neacomys spinosus (Bản mẫu:Versalita)
- Neacomys tenuipes Bản mẫu:Versalita
- Neacomys vargasllosai Bản mẫu:Versalita[4]